# Boisgervilly
Boisgervilly (bretonisch: Koad-Yarnvili, Gallo: Boéz-Jergaud) ist eine französische Gemeinde mit 1.757 Einwohnern (Stand: 1. Januar 2022) im Département Ille-et-Vilaine in der Region Bretagne; sie gehört administrativ zum Arrondissement Rennes und ist Teil des Kantons Montauban-de-Bretagne. Die Einwohner werden Boisgervilliens genannt.

## Geographie
Boisgervilly liegt etwa 28 Kilometer westnordwestlich von Rennes. Umgeben wird Boisgervilly von den Nachbargemeinden Montauban-de-Bretagne im Norden, Saint-Uniac im Osten, Iffendic im Süden und Südosten sowie Saint-Onen-la-Chapelle im Westen.

## Bevölkerungsentwicklung
| Jahr                       | 1962 | 1968 | 1975 | 1982 | 1990 | 1999 | 2006 | 2017 |
| Einwohner                  | 936  | 936  | 921  | 1074 | 1174 | 1215 | 1369 | 1664 |
| Quellen: Cassini und INSEE |      |      |      |      |      |      |      |      |

## Sehenswürdigkeiten
- Kirche Sainte-Trinité, erbaut von 1859 bis 1862
- Kapelle Saint-Antoine aus dem Jahre 1427

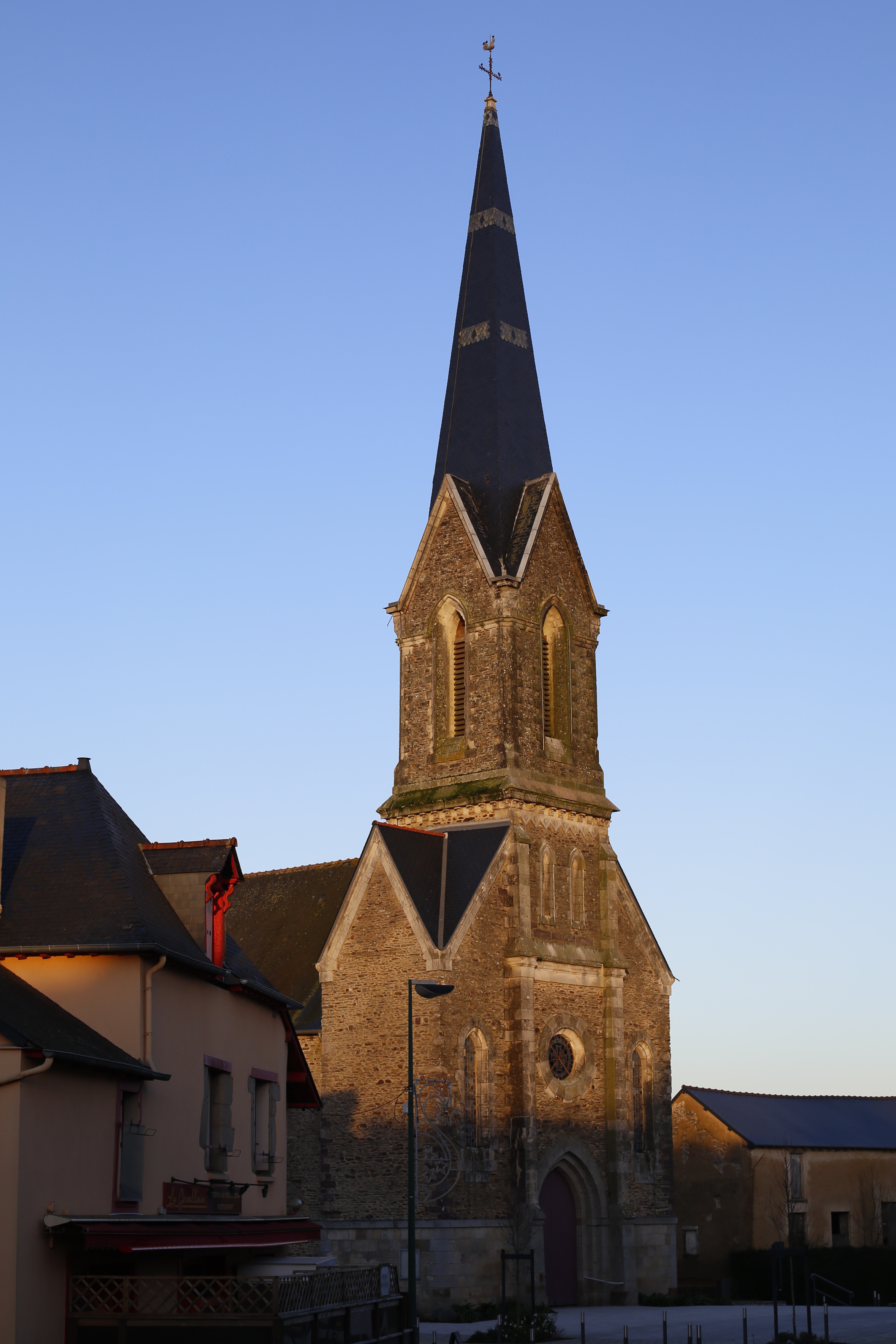
Kirche Sainte-Trinité